# Stenacris caribaea
Stenacris caribaea är en insektsart som först beskrevs av Rehn, J.A.G. och Morgan Hebard 1938.  Stenacris caribaea ingår i släktet Stenacris och familjen gräshoppor. Inga underarter finns listade i Catalogue of Life.